# Râul Piros
Piros (în limba greacă Πείρος) este un râu în Grecia (partea centrală și nord-vestică a prefecturii Ahaia), care se varsă în Golful Patras. Este cunoscut sub mai multe nume Kamenița (Καμενίτσα), Mellas sau Melas (Μέλλας), Pieros (Πίερος), Nezeritiko (Νεζερίτικο), Prevedos (Πρέβεδος) și Aheloos (Αχελώος).
Piros este cel mai lung râu din Ahaia.
 Își are obârșia în partea estică a munților Erimanthos, trece prin municipalitățile Kalavrita, Tritaia lângă Hafkali, Toskos, în Olenos și Dimi, la vest de Alissos și est de Kato Ahaia. S-a propus construirea unui nou baraj (pe nume Piros Perapiros) care va asigura electricitatea necesară orașului Patras.